# Richard Adler
Richard Adler (3. srpna 1921 New York City, New York, USA – 21. června 2012 Southampton, New York, USA) byl americký hudební skladatel, textař a divadelní producent. Podílel se například na oslavách 45. narozenin Johna F. Kennedyho v roce 1962 v Madison Square Garden. Spolupracoval například s Jerry Rossem. Je například spoluautorem muzikálu Damn Yankees. Je členem Songwriters Hall of Fame. Je držitelem ceny Tony Award.